# Werner Ospelt
Werner Ospelt (* 8. Dezember 1940 in Vaduz) ist ein liechtensteinischer Politiker (FBP).

## Werdegang
Werner Ospelt wurde im Dezember 1940 als Kind des Landesgeometers Hermann Ospelt (1900–1979) und dessen Frau Ida (geborene Amann) geboren und wuchs mit fünf Geschwistern auf, darunter der spätere Landtagsabgeordnete Hilmar Ospelt. Er besuchte das Collegium Marianum in Vaduz und maturierte dort 1960. In den Jahren 1987 bis 1989 machte er die Ausbildung zum eidgenössischen diplomierten PR-Berater in Biel. 1968 bis 2000 arbeitete er in verschiedenen Positionen in der «Bank in Liechtenstein AG» (BiL), die später zur LGT Bank in Liechtenstein wurde, in den Bereichen PR und Kommunikation. Ab 2001 arbeitete er als selbstständiger PR-Berater. Seit dessen Gründung 2002 arbeitet er als verantwortlicher Redakteur des Seniorenmagazins «60 plus».
Zwischen Februar 1993 bis 1997 war er Landtagsabgeordneter der FBP, in den Jahren 2000 und 2001 stellvertretender Landtagsabgeordneter. Zeitweilig war er Mitglied der Finanzkommission und des Landesausschusses.

## Ehrungen und Mitgliedschaften
Von 1983 bis 1991 war Ospelt Mitglied des Vaduzer Gemeindeschurates und seit 2004 des Verwaltungsrates der Alters- und Hinterlassenenversicherung (AHV), der Invalidenversicherung sowie der Familienausgleichskasse. Er war Präsident der Elternvereinigung der Primarschule Äule in Vaduz von 1983 bis 1990, des Leichtathletik Clubs Vaduz von 1992 bis 2004 sowie ist seit 2004 dessen Ehrenpräsident. Er ist Präsident der Operettenbühne Vaduz seit 2007 sowie der Liechtensteinischen Mundart-Stiftung seit 2008. Er war Präsident des Organisationskomitees «200 Jahre Souveränität Fürstentum Liechtenstein 1806–2006».